# Come Go with Me
Singles de Del-Vikings
What Made Maggie Run
(1957)
Come Go with Me est une chanson du groupe vocal masculin américain Del-Vikings.
Publiée en single sur le label Dot Records en janvier 1957, la chanson a atteint la 5e place du Top 100 du magazine musical américain Billboard, passant en tout 31 semaines dans le chart. En fait, les Del-Vikings l'ont enregistré en version démo en octobre 1956, mais il n'est sorti qu'en juillet 1957 (doublé avec des instruments supplémentaires) sur Luniverse Records. La version studio n'a été enregistrée qu'au début de janvier 1957 et publiée immédiatement sur Fee Bee. Fin janvier, elle a également été chassée par Dot, qui a commencé sa sensationnelle ascension.
En 2004, Rolling Stone a classé cette chanson, dans la version originale des Del-Vikings, 441e sur sa liste des « 500 plus grandes chansons de tous les temps » (en 2010, le magazine rock américain a mis à jour sa liste, maintenant la chanson est 449e). Elle est également sélectionnée par le Rock and Roll Hall of Fame, en 1995, comme l'une des « 500 chansons qui ont façonné le rock 'n' roll ».

## Composition
La chanson a été écrite par Clarence E. Quick (un des membres du groupe Del-Vikings).
L'enregistrement des Del-Vikings a été produit par Joe Averbach.

## Version des Beach Boys
Singles de Beach Boys
The Beach Boys Medley
(1981) Getcha Back
(1985)
La chanson a notamment été reprise par les Beach Boys sur leur 22e album studio, intitulé M.I.U. Album et sorti (aux États-Unis) en octobre 1978. Leur version a également été publiée en single (en novembre de la même année).